# 奧爾科科查湖 (貝利耶區)
14°39′32″S 71°50′45″W / 14.65889°S 71.84583°W
奧爾科科查湖（Orccococha），是秘魯的湖泊，位於該國南部庫斯科大區，由瓊比維卡省的貝利耶區負責管轄，處於克爾克科查湖以南，長1.33公里、寬0.47公里，海拔高度4,430米。